# فرنسيسكو روبيو (رائد فضاء)
فرنسيسكو روبيو (بالإنجليزية: Francisco Rubio)‏ هو طبيب ورائد فضاء أمريكي، ولد في 11 ديسمبر 1975 في لوس أنجلوس في الولايات المتحدة.